# 陳學聖
陳學聖（1957年9月28日—），臺北市龍山區路店里（今萬華區菜園里）人，中華民國中國國民黨籍桃園市政治人物，記者出身，曾任議員、立委。2020年參選桃園市第六選舉區立委失利。

## 生平
中華民國政治人物，前任中國國民黨籍立法委員。學歷至臺北市立建國高級中學、國立臺灣大學政治學系，淡江大學中國大陸研究所碩士畢業。在預官退伍後進入中華日報，一年後進入中國時報。

## 政治生涯
- 2004年9月，時任立委的陳學聖主張「台獨」可列入選項，引發親民黨團總召劉文雄痛批國民黨內部充斥李登輝路線，與民進黨、台聯有何差別？國親理念不合，要如何合作？陳學聖則強調，新希望連線是走改革、開放道路，與李登輝路線無關。

- 陳學聖在2004年立委選舉連任失敗後，於2006年爭取2006年高雄市長選舉中國民黨提名，但國民黨高雄市長提名最終由前高雄市副市長黃俊英出線，陳學聖便成為黃的競選團隊成員。黃俊英最終以一千餘票之差敗於民主進步黨陳菊。

- 2005年2月20日，受社團法人中華民國動物保護協會聘任為理事長，任期至2008年2月20日。

- 2010年1月8日，獲中國國民黨提名參選桃園縣第三選區立委補選。2月27日，以將近三千票（3%）的些微差距落選告終。

- 2007年1月30日，時任桃園縣長朱立倫聘請陳學聖出任桃園縣文化局局長，原文化局長謝小韞調任縣政府參議。[2]

- 2009年12月20日，卸任桃園市縣文化局長。

- 2010年3月，由時任中國國民黨秘書長金溥聰核定縣市黨部主委人事調整案，陳學聖接任國民黨桃園縣黨部主任委員。[3]。

- 2012年再度與黃仁杼在第8屆立法委員選舉中對決，以9萬7654票勝選。

- 2014年1月28日，於立法院處理《地政士法》覆議案時，因違反黨團決議跑票，遭國民黨立院黨團移請中央考紀會議處。考紀會決議予以停止黨權一年的處分[4]。

- 2015年3月1日，請辭國民黨桃園市黨部主任委員，由副主委夏大明暫時代理[5]。

- 2016年1月25日，宣布正式加入國民黨黨主席補選，參選黨主席落選。

- 2016年3月31日，陳學聖以立法院教育及文化委員會召委身分針對中研院長翁啟惠發表公開聲明，要求翁啟惠院長盡速對爭議事件對外說明 [6]

- 2016年5月20日，爆出總統府發言人黃重諺碩士學歷造假。

- 2016年5月29日，林全撤告太陽花126人，陳學聖赴特偵組告發行政院長瀆職，並表示林全撤案將打擊第一線執法人員的士氣。

- 2016年6月17日，陳學聖爆料故宮機要只用20多天就從薦任升到簡任，但是比起一般公務於要升一個職等，至少要二年甲等以上考績才有機會。雖依照公務人員任用法第11條，機要不是公務人員，但這樣的人事調整會影響故宮職員士氣。

- 2016年6月17日，聲援香港銅鑼灣書店，表示「銅鑼灣書店事件代表香港人的思想被箝制，台灣不能袖手旁觀」[7]。

- 2016年6月17日，聲援維權律師高智晟，表示「國民黨以前為了兩岸和平，很少為台灣的自我價值發聲，但他認為台灣應該在人權方面多多著墨，並在兩岸溝通中持續堅持人權的重要性」。[8]。

- 2016年7月12日，擔任立法院第九屆第一會期教育及文化委員會召集委員，排案審查文化資產保存法，並於2016.07.12三讀通過，受訪表示「文資法跨前後任政府接力完成審查，是很好的典範，且跨黨派立委，沒爭議、沒表決，未來就看新政府怎麼利用」[9]。

- 2016年7月27日，舉辦《給牠一個家》[10]公益歌曲記者會[11]。

- 2016年10月4日，立院院會質詢時，當著行政院長林全說，蔡英文總統昨午首度舉行「執政決策協調會議」，很擔心早上稱林為院長，下午就變成「行政院執行長」[12]。

- 2016年10月12日，舉行記者會呼籲，外籍移工來台工作萬一生病，政府沒有救援機制，要靠民間自主，政治外籍移工恐成人球，政府應正視外籍勞工在台工作期間發生重症產生的後續問題。[13]。

- 2016年10月28日，爆料統府基層員工的辦公室用中央空調維持在29度，但包括總統、副總統、秘書長和兩位副秘書長的辦公室，冷氣竟然都開在22度。

- 2016年10月31日，爆出史博館、故宮等藝文商店或將退出桃機二航廈[14]。

- 2016年11月5日，出示公文表示，今年6月時包括總統府機要室、新南向辦公室等曾將冷氣溫度設定在20度以下，而公文都經由第三局局長李南陽核簽。

- 2016年11月8日，公布故宮獸首是否斬首的民調資料，發現故宮操弄數字，把沒意見的人加到贊成移除者，認為故宮此舉太誇張，拿假數字欺騙大眾。[15]。

- 2016年11月8日，爆料故宮急於「斬首12獸首」是受到地方政壇重要人士要脅，若半年內未處理完畢，故宮高層有人將被迫下台，以致故宮不得不拆除[16]。

- 2018年5月16日，國民黨桃園市長初選，陳學聖勝選，成為國民黨2018桃園市長候選人[17]。

- 2019年10月14日，在立法院教育及文化委員會中依法行使立法委員職權，針對中華民國第14任總統蔡英文女士於政大申請任職副教授時所提之相關資料，要求教育部與政治大學提出原始文件，以維護總統清譽。[18]隔天於立法院國民黨團與國民黨立委陳宜民共同召開記者會，詳細說明立法委員依法行使職權調閱公文書之理由，並強調身為立法院教育及文化委員會委員，他有責任去了解總統的清譽為什麼會受到外界那麼多質疑。[19]

- 2021年1月，桃園市舉辦時任議員王浩宇罷免案，投票日下午陳學聖在臉書發文稱罷免案「還差一點點」，呼籲民眾踴躍投票。選委會事後以陳違規在投票日拉票開罰60萬元。陳學聖提行政訴訟抗罰，聲稱自己已無公職身分，罰最低額50萬元即可。但台北高等行政法院認為，陳曾任多屆立委且是知名公眾人物，不能用一般民眾比擬，選委會裁罰60萬元有理，判陳敗訴。[20]

## 選舉紀錄
| 年度 | 選舉屆數             | 選舉區           | 所屬政黨   | 得票數  | 得票率 | 當選標記   | 備註 |
| ---- | -------------------- | ---------------- | ---------- | ------- | ------ | ---------- | ---- |
| 1989 | 第六屆臺北市議員選舉 | 臺北市第五選舉區 | 中國國民黨 | 14,463  | 6.18%  |            |      |
| 1994 | 第七屆臺北市議員選舉 | 臺北市第五選舉區 | 中國國民黨 | 17,806  | 8.59%  | 選舉區重劃 |      |
| 1998 | 第四屆立法委員選舉   | 臺北市第二選舉區 | 中國國民黨 | 64,490  | 8.93%  |            |      |
| 2001 | 第五屆立法委員選舉   | 臺北市第二選舉區 | 中國國民黨 | 34,915  | 5.80%  |            |      |
| 2004 | 第六屆立法委員選舉   | 臺北市第二選舉區 | 中國國民黨 | 30,862  | 5.25%  |            |      |
| 2010 | 第七屆立法委員補選   | 桃園縣第三選舉區 | 中國國民黨 | 42,600  | 44.37% |            |      |
| 2012 | 第八屆立法委員選舉   | 桃園縣第三選舉區 | 中國國民黨 | 97,654  | 53.85% |            |      |
| 2016 | 第九屆立法委員選舉   | 桃園市第三選舉區 | 中國國民黨 | 77,505  | 44.71% |            |      |
| 2018 | 第二屆桃園市市長選舉 | 桃園市           | 中國國民黨 | 407,234 | 39.42% |            |      |
| 2020 | 第十屆立法委員選舉   | 桃園市第六選舉區 | 中國國民黨 | 82,152  | 41.56% |            |      |

## 電視劇
- 2001年 公視人生劇展《情人的眼淚》（客串）。

## 主持

### 廣播
- 亞洲電台 戀戀桃花源

## 外部連結
- 立法委員陳學聖 - udn部落格 （页面存档备份，存于）
- 陳學聖的Facebook專頁